# Internationaler Tag des Sports für Entwicklung und Frieden
Der Internationale Tag des Sports für Entwicklung und Frieden (englisch International day of sport for development and peace, französisch Journée internationale du sport au service du développement et de la paix) wird jährlich am 6. April begangen.

## Geschichte
Der Gedenktag wurde von der Generalversammlung der Vereinten Nationen am 23. August 2013 in der Resolution A/RES/67/296 ohne Abstimmung („without a vote“) im so genannten Konsensverfahren beschlossen. Die Resolution gilt als angenommen, weil niemand sich dagegen ausgesprochen hat.
Der Tag wurde gewählt, weil am 6. April 1896 die ersten Olympischen Sommerspiele der Neuzeit in Athen eröffnet worden waren. Der Entwurf zu der Resolution (A/67/L.77 and Add.1) war von Monaco in die Generalversammlung mit der Begründung eingebracht worden,  die Rolle des Sports für die Entwicklung und den Frieden befinde sich bereits seit 1993 auf der Agenda der Generalversammlung. In der darauffolgenden Aussprache warnte der  belarussische Delegierte davor, den Sport für politische Zwecke zu missbrauchen. Die Spiele dürften nicht politisiert werden.
Bei der Beschlussfassung waren der im darauffolgenden Monat aus dem Amt scheidende Präsident des Internationalen Olympischen Komitees, Jacques Rogge, und der Tennisspieler Novak Đoković anwesend, der zu diesem Zeitpunkt Weltranglistenerster war. In einer Rede vor der Vollversammlung sagte Đoković, er hoffe, der neue Welttag werde die inneren Werte des Sports, wie Fairness, Zusammenarbeit und Respekt für den Gegner, fördern.